# Безголові (фільм)
«Безголові» (також Дурноголові / Нетямущі) (англ. Clueless) — американська молодіжна комедія 1995 року.

## Сюжет
Шер, донька адвоката, приваблива, популярна, заможна, але не дуже розумна учениця середньої школи з Беверлі-Гіллз, переживає злети та падіння підліткового життя. Зі стосунками, друзями, сім’єю, школою та найголовніше підлітковим світським життям їй допомагають справлятися її дотепність та зовнішній шарм.
Вдома Шер спілкується з Джошем, сином однієї з колишніх дружин батька. У них загалом дружні, але трохи суперечливі стосунки.
Вона зі своєю подругою Діон за допомогою підробленого любовного листа та деяких хитрих маніпуляцій викликає взаємний інтерес між вчителькою міс Гейст та вчителем містером Голлом.
Шер і Діон починають дружити з Тай Фрейзер і вирішують змінити її, щоб покращити її суспільний статус. Щоб представити Тай старшошкільній еліті, Шер і Діон приводять її на вечірку. В торговому центрі Тай переживає травматичний інцидент, коли знайомі хлопці начебто жартома ледь не скидають її через перила верхнього рівня. Протягом наступних кількох днів новина про цю драматичну подію поширюється по всій школі, що спричинило стрімке зростання популярності Тай. І Шер, не нервуючи, спостерігає, як Тай перетворюється на типового сноба, у створенні якого Джош звинуватив Шер.
Шер захоплюється новим учнем, ввічливим і красивим Крістіаном, і розглядає можливість порушити власне правило ніколи не зустрічатися зі старшокласником. На її розчарування, він виявляється геєм.
Шер готується до іспиту для отримання водійських прав, але провалює іспит.
Шер розуміє, що вона закохана в Джоша. Її батько запевняє, що вона неймовірно турботлива людина, і Шер, підбадьорена, вирішує стати більш співчутливою в ширшому масштабі. Щоб справити враження на Джоша, Шер зголосилася допомогти жертвам катастрофи і відчуває неочікуване задоволення, беручи участь у цій благодійній акції. Під час роботи з однією із справ батька Шер і Джош виявляють свої почуття одне до одного.

## У ролях
| Актор               | Роль                 |
| ------------------- | -------------------- |
| Алісія Сільверстоун | Шер Горовіц          |
| Стейсі Деш          | Діон Девенпорт       |
| Бріттані Мерфі      | Тай Фрейзер          |
| Пол Радд            | Джош Лукас           |
| Дональд Фейсон      | Мюррей Дюваль        |
| Еліза Донован       | Ембер Марієнс        |
| Брекін Меєр         | Тревіс Біркенсток    |
| Джеремі Сісто       | Елтон Тиша           |
| Ден Гедая           | Мелвін «Мел» Горовіц |
| Воллес Шон          | містер Джеймс Голл   |
| Твінк Каплан        | міс Тобі Гейст       |

## Критика
Фільм отримав позитивні відгуки критиків. На Rotten Tomatoes він отримав оцінку 81% на основі 120 відгуків від критиків.
В прокаті зібрав 56,5 мільйонів $.

## Нагороди
Фільм був номінований на чотири премії MTV Movie Awards, перемігши в номінаціях «Найкраща жіноча роль» і «Найбажаніша жінка» (Алісія Сільверстоун).
Також отримав нагороду за найкращий сценарій Національного товариства кінокритиків (англ. National Society of Film Critics Award).